# カウンターパーティー
カウンターパーティー（Counterparty）は、ビットコインブロックチェーン上に構築されたPeer to Peerの金融プラットフォームおよび分散型オープンソースプロトコル。

## 概要
内部通貨にXCPを採用し、独自トークンを作成するのに利用される。その独自トークンは、XCPを2度と取り出せないウォレット (1CounterpartyXXXXXXXXXXXXXXXUWLpVr) に送金することで作成ができる。
XCPは2014年1月2日～2月3日の期間にビットコインを誰も取り出せないアドレスに送り、そのビットコインの量に応じて約260万のXCPが発行された。この仕組みをプルーフ・オブ・バーン（PoB）といい、XCPは新規発行されることはない。
トークンの発行のほか、中央の取引所を必要としないPeer to Peerの分散取引所機能などが実装されている。
2014年11月には、CounterpartyプロトコルにEthereum Virtual Machineのサポートを追加し、すべてのEthereum分散型アプリケーションをCounterpartyプロトコル内のBitcoinブロックチェーン上で実行できるようになった。

## プロジェクト

### Rare Pepe
Rare Pepeは、2016年から2018年の間に世界中の様々なアーティストによって、カエルのペペ（Pepe the Frog）をベースに作成されたアートの一種で、Counterpartyプラットフォームに記録されたFTもしくはNFTとして取引されているものである。カエルのペペは、人型の体を持つ緑色の擬人化されたカエルの漫画であり、このキャラクターは2005年のマット・フューリーのコミック『ボーイズ・クラブ』で誕生した。2008年にはインターネットのミームとなり、Myspace、Gaia Online、4chanを通じて普及した。2015年、ペペのミームのサブセットが「レアペペ」と呼ばれるようになり、「RARE PEPE DO NOT SAVE」などの透かしが入り、一般的にアーティストが以前にミームを公に投稿していなかったことを意味する。2015年4月には、ペペの貴重な画像集がeBayに出品され、99,166ドルの価格に達した後、サイトから削除された。
2016年9月、ビットコインのブロック高428919で、イーサリアムベースの人気NFTに先駆けて、ごく最初のレアなペペが採掘され、2017年までには、デジタル収集品の周りにコミュニティが成長し、これらのユニークな画像のカタログ化と交換を目的としたプラットフォームの構築に開発者が駆り立てられた事で、最初のNFT市場が誕生した。
Rare PepeはXCPまたはXCPから作られたトークンであるPepecashを用いて取引され、Rare Pepe Walletを用いて管理できる。

### Spells of Genesis
2017年4月にローンチされた、史上初のブロックチェーンゲーム。開発元はスイスのEverdreamSoft。ゲーム内アイテムをブロックチェーン上でトークン化することで、ユーザー間で直接アイテムをトレードしたり換金したりすることが可能となった。ゲーム内通貨としてBitCrystals（BCY）があり、BCYは2015年にクラウドセール（ICO）で販売された。BCYやゲーム内アイテムのトークンはCounterpartyで発行されていたが、2019年12月、Ethereumでもそれらトークンを発行しマルチチェーン対応することが発表された。

## Counterpartyが使われていたプロジェクト

### Storj
分散型クラウドストレージ。ハードドライブの空き容量をStorjのクラウドネットワークに提供することで、サービス利用者からトークンを受け取ることができる。当初はCounterpartyトークンであるSJCX（Storjcoin X）が使われたが、2017年にERC-20トークンへと移行した。

### GetGems
オープンソースのメッセンジャーアプリ・Telegramに、ビットコインや固有トークン「Gemz」に対応するウォレット機能を組み込んだもの。GemzはCounterpartyプラットフォーム上で作成されていた。2021年現在、GetGemsの公式サイトはドメインを失効し、アクセスできない。